# Игнатий Печерский
Игна́тий Пече́рский (умер ранее 1434 года) — архимандрит Киево-Печерского монастыря, почитается в лике преподобных. Память совершается (по юлианскому календарю): 28 августа (Собор преподобных отцов Киево-Печерских Дальних пещер), 20 декабря и во вторую неделю (воскресенье) Великого поста.
Имя Игнатия упоминается древнейшем из известных помянников Киево-Печерского монастыря (конец XV — начало XVI веков). Время смерти Игнатия определяется на основании того, что его преемник архимандрит Никифор I назван настоятелем в рукописи 1434 года. Краткое жизнеописание Игнатия известно по надписи, переписанной в XVII веке с его надгробной доски:

Преподобный Игнатий, архимандрит Печерский, за святое своё житие одержал дары чудотворения от Бога и молитвою своею многих недужных исцелял, такожде и кому его просфору, которою он служил, дано вкусити, исцеление приимал. По смерти тут есть положенный телом, а душою в небе со Христом, и молится о нас.

Мощи Игнатия находятся в Дальних (Феодосиевых) пещерах лавры. Местное почитание Игнатия началось в конце XVII века, когда печерский архимандрит Варлаам (Ясинский) (будущий митрополит Киевский) установил празднование Собора преподобных отцов Дальних пещер. В первой песне канона Киево-Печеским святым Дальних пещер о нём сообщается:

«Игнатие пастырю иночествующих и целителю болящих, в недузех наших пособствуй тя почитающих, да в памяти твоей песнь хвалы Богу приносим»

Общецерковное почитание началось после разрешения Святейшего Синода во второй половине XVIII века включать в общецерковные месяцесловы имена ряда киевских святых. Тропарь и кондак преподобному Игнатию были написаны ещё в XVII веке. День памяти 20 декабря был установлен во второй половине XIX века.
Иконописный подлинник конца XVIII века сообщает о Игнатии: «Надсед, брада Сергиева, власы с ушей, на главе шапка, риза поповская бакан, испод празелень, и патрахиль [епитрахиль] злато, видно на исподней ризе, обема рукама держит Евангелие, прижал у сердца».